# کنیسه شیطان
در نامه‌ها به کلیساهای اولیه مسیحی سمورنا و فیلادلفیا در مکاشفه ۲: ۹ و ۳: ۹، به کنیسه شیطان اشاره شده و هر بار به گروهی اشاره شدهکه کلیسایی را آزار می‌دهند «که می‌گویند یهودی هستند و ما نیستیم».
به‌طور گسترده پذیرفته شده‌است که این اشاره به گروه خاصی از یهودیان بی اعتقاد دارد که با عیسی مخالف بودند. این آیه غالباً برای توجیه نفرت از همه یهودیان یا زیرمجموعه‌های خاص یهودیان امروزی مورد استفاده قرار گرفته‌است که دانشوران دانشگاهی آن را عموماً بی اعتنا به متن کتاب مقدس و واقعیت یهودی بودن عیسی و مؤلف مورد گمان کتاب مکاشفه می‌دانند.

## روایت کتاب مقدس
در مکاشفه ۲، آیه ۸ " و به فرشته کلیسای در اسمیرنا بنویس که …"، آیه ۹ " اعمال و تنگی و مُفلسی تو را می‌دانم، لکن دولتمند هستی، و کفر آنانی را که خود را یهود می‌گویند و نیستند بلکه از کنیسه شیطانند.. " مکاشفه ۳، آیه ۷ "و به فرشته کلیسای فیلادلفیا بنویسید …" آیه ۹ "اینک، می‌دهم آنانی را از کنیسه شیطان که خود را یهود می‌نامند و نیستند بلکه دروغ می‌گویند. اینک، ایشان را مجبور خواهم نمود که بیایند و پیش پایهای تو سجده کنند و بدانند که من تو را محبّت نموده‌ام. "